# Peter Čerešňák
Peter Čerešňák (* 26. ledna 1993, Trenčín) je slovenský hokejový reprezentant, který v současnosti hraje za HC Dynamo Pardubice.

## Hráčská kariéra
Čerešňák začal s hokejem v rodném Trenčíně a v místní Dukle si připsal debut v profesionálním hokeji. V juniorském hokeji odešel do Kanady a po návratu do Evropy začal od roku 2014 úspěšně působit v české extralize. Po angažmá ve Vítkovicích se stal dlouholetou oporou plzeňské Škody. Po sezoně 2021/2022, kdy byl vyhlášen nejlepším obráncem soutěže, přestoupil do Pardubic. Čerešňák zároveň stabilně hraje za reprezentaci své země, účastnil se několika MS a dvou olympiád. Z OH 2022 si přivezl bronzovou medaili.

## Ocenění a úspěchy
- 2022 ČHL - Nejlepší nahrávač mezi obránci
- 2022 ČHL - Nejlepší obránce

## Prvenství
- Debut v ČHL - 12. září 2014 (HC Vítkovice Ridera proti Mountfield HK)
- První gól v ČHL - 16. září 2014 (HC Vítkovice Ridera proti HC Kometa Brno, brankáři Marku Čiliakovi)
- První asistence v ČHL - 16. září 2014 (HC Vítkovice Ridera proti HC Kometa Brno)

## Klubová statistika
| Sezóna       | Klub                | Soutěž       |     | Základní část | Základní část | Základní část | Základní část | Základní část |   | Play off | Play off | Play off | Play off | Play off |
| Sezóna       | Klub                | Soutěž       | Z   | G             | A             | B             | TM            | Z             | G | A        | B        | TM       |          |          |
| 2010-11      | HK Dukla Trenčín    | SHL          | 7   | 0             | 0             | 0             | 0             | —             | — | —        | —        | —        |          |          |
| 2010-11      | HK Orange 20        | SHL          | 25  | 1             | 3             | 4             | 16            | —             | — | —        | —        | —        |          |          |
| 2011-12      | Peterborough Petes  | OHL          | 61  | 6             | 9             | 15            | 34            | —             | — | —        | —        | —        |          |          |
| 2012-13      | Peterborough Petes  | OHL          | 56  | 3             | 9             | 12            | 24            | —             | — | —        | —        | —        |          |          |
| 2013-14      | HK Dukla Trenčín    | SHL          | 56  | 3             | 16            | 19            | 24            | —             | — | —        | —        | —        |          |          |
| 2014-15      | HC Vítkovice Steel  | ČHL          | 48  | 2             | 6             | 8             | 14            | 4             | 0 | 1        | 1        | 0        |          |          |
| 2015-16      | HC Vítkovice Steel  | ČHL          | 45  | 2             | 20            | 22            | 18            | —             | — | —        | —        | —        |          |          |
| 2016-17      | HC Škoda Plzeň      | ČHL          | 52  | 1             | 6             | 7             | 14            | 11            | 3 | 3        | 6        | 6        |          |          |
| 2017-18      | HC Škoda Plzeň      | ČHL          | 43  | 1             | 7             | 8             | 12            | 10            | 0 | 2        | 2        | 0        |          |          |
| 2018-19      | HC Škoda Plzeň      | ČHL          | 39  | 7             | 14            | 21            | 8             | 14            | 0 | 8        | 8        | 4        |          |          |
| 2019-20      | HC Škoda Plzeň      | ČHL          | 52  | 5             | 15            | 20            | 34            | —             | — | —        | —        | —        |          |          |
| 2020-21      | HC Škoda Plzeň      | ČHL          | 44  | 9             | 9             | 18            | 26            | —             | — | —        | —        | —        |          |          |
| 2021-22      | HC Škoda Plzeň      | ČHL          | 50  | 6             | 34            | 40            | 24            | 5             | 1 | 4        | 5        | 2        |          |          |
| 2022-23      | HC Dynamo Pardubice | ČHL          | 48  | 8             | 21            | 29            | 18            | 11            | 2 | 5        | 7        | 4        |          |          |
| 2023-24      | HC Dynamo Pardubice | ČHL          | 51  | 8             | 29            | 37            | 20            | 16            | 2 | 8        | 10       | 4        |          |          |
| Celkem v ČHL | Celkem v ČHL        | Celkem v ČHL | 472 | 49            | 161           | 210           | 188           | 77            | 8 | 34       | 42       | 20       |          |          |

## Reprezentace
| Rok                       | Tým                       | Soutěž                    | Z                         | G  | A | B  | TM |    |
| ------------------------- | ------------------------- | ------------------------- | ------------------------- | -- | - | -- | -- | -- |
| 2010                      | Slovensko 18              | MS-18                     | 6                         | 0  | 0 | 0  | 6  |    |
| 2011                      | Slovensko 18              | MS-18                     | 6                         | 0  | 1 | 1  | 0  |    |
| 2011                      | Slovensko 20              | MSJ                       | 6                         | 0  | 0 | 0  | 2  |    |
| 2012                      | Slovensko 20              | MSJ                       | 6                         | 0  | 0 | 0  | 2  |    |
| 2013                      | Slovensko 20              | MSJ                       | 6                         | 1  | 2 | 3  | 0  |    |
| 2014                      | Slovensko                 | MS                        | 7                         | 0  | 0 | 0  | 2  |    |
| 2017                      | Slovensko                 | MS                        | 7                         | 1  | 2 | 3  | 4  |    |
| 2018                      | Slovensko                 | OH                        | 4                         | 2  | 2 | 4  | 2  |    |
| 2022                      | Slovensko                 | OH                        | 7                         | 0  | 5 | 5  | 2  |    |
| 2022                      | Slovensko                 | MS                        | 8                         | 0  | 1 | 1  | 0  |    |
| 2024                      | Slovensko                 | MS                        | 8                         | 0  | 0 | 0  | 4  |    |
| Juniorská kariéra celkově | Juniorská kariéra celkově | Juniorská kariéra celkově | Juniorská kariéra celkově | 30 | 1 | 3  | 4  | 10 |
| Seniorská kariéra celkově | Seniorská kariéra celkově | Seniorská kariéra celkově | Seniorská kariéra celkově | 41 | 3 | 10 | 13 | 14 |